# Quinn Norton
Quinn Norton (født 1973) er en amerikansk journalist, fotograf og blogger, der dækker hackerkulturen, Anonymous, Occupy-bevægelsen, immaterialret og ophavsrets-emner og internettet. Hun har skrevet for Wired News, The Guardian, Maximum PC, og O'Reilly Media-publikationer som Make.
Norton skriver for tiden klummen Notes on a Strange World.
Norton har ved flere teknologikonferencer talt om kropsforandring, almindeligvis under overskriften "Body Hacking", lige som hun på New York University har afholdt kurset "Laboratory of the Self". Hun fik en magnet implanteret i sin ringfinger, hvad der lod hende føle magnetfelter. Magneten er senere fjernet igen.
Norton har beskrevet at man ved at skrive og eksekvere et computerprogram, der kunne skabe enhver mulig melodi, hvorved man teoretisk kunne hævde ophavsret til al musik.

## Privatliv
Norton har været gift med Danny O'Brien.
Norton kom gennem tre år sammen med Aaron Swartz. Af artikler i The Atlantic og The New Yorker fremgår det, at anklagemyndigheden lagde pres på hende for at få hende til at give information eller vidneudsagn, der kunne bruges mod Swartz, men at hun benægtede at have viden, der kunne støtte anklagerne mod Swartz.

## Eksterne links
- Personal website
- Personal blog
- Quinn Norton's articles for Medium
- Appearances on C-SPAN